# Cortina Express
Cortina Express  è un film del 2024, diretto da Eros Puglielli.

## Trama
Lucio De Roberti, un viveur di mezza età, si reca a Cortina d'Ampezzo per salvare il nipote dal matrimonio con Guendalina la figlia della perfida Patrizia Giordano, una spregiudicata discografica con al suo fianco un marito succube e con l'azienda sull'orlo del fallimento. Nello stesso giorno arriva a Cortina con la figlia anche Dino Doni, un cantante senza successo, a cui Patrizia vuole intestare l'azienda per evitare i debiti.

## Produzione
Il film è stato girato nel maggio 2024 tra Cortina d'Ampezzo, Roma e Foggia.

## Distribuzione
Il film è distribuito nelle sale cinematografiche italiane a partire dal 23 dicembre 2024.

## Accoglienza

### Incassi
Cortina Express ha incassato 4231151 €.

### Critica
Il film ha ottenuto recensioni generalmente favorevoli dalla critica cinematografica.
Damiano Panattoni di  Movieplayer.it afferma che il regista propone un cinepanettone «rielaborato ed edulcorato», trovando che De Sica e Lillo «funzionano nonostante un tono non sempre coeso, ma comunque suggestivo nella struttura da revival». Giulio Zoppello di Today afferma che sebbene «gli escamotage narrativi sono riciclati e spesso abbastanza prevedibili» lo trova «un film diverso da ciò che ci si aspettava, di unire leggerezza con uno sguardo triste e reale sulle condizioni di quest'Italia, lo rende sicuramente qualcosa di più di un banale Cinepanettone».

## Riconoscimenti
- 2025 – Nastro d’argento[12]
  - Candidatura alla migliore commedia